# Calliopsis pectidis
Calliopsis pectidis är en biart som beskrevs av Shinn 1965. Calliopsis pectidis ingår i släktet Calliopsis och familjen grävbin. Inga underarter finns listade.